# THE KING OF FIGHTERS XII
『THE KING OF FIGHTERS XII』はSNKプレイモアによるアーケードゲームであり、2009年4月10日に稼動を開始した。
正規の『ザ・キング・オブ・ファイターズ』シリーズでは約3年半振りの新作となった本作では、「KOF RE-BIRTH」を謳っており、新システム基板「Taito Type X2」での稼動に伴い、グラフィックを全てHDで新規に描き下ろしている。
同年7月30日にはPlayStation 3、Xbox 360用ソフトとして発売され、同社にとっては両ハード初のゲームディスクソフトとなった。
キャッチコピーは「ライバルなど、いない。」。

## 内容
本作ではマルチシフト制を廃止し通常の3on3制に回帰した。また新システムとして、クリティカルカウンターゲージMAX時に相手の攻撃を近距離強攻撃で潰す（カウンターを取る）と一定時間オリジナルのコンボを決められる「クリティカルカウンター」、強攻撃・必殺技・超必殺技のいずれかが（空中で）ぶつかり合った時に発生し互いの攻撃効果を撃ち消す「相殺」、発動させるとガードモーションを取りその最中に相手の攻撃を受けると相手の攻撃を無効化して反撃（攻撃を受けなかった時も反撃動作は行う）する「ガードアタック」など3つのシステムが導入された。それ以外にもふっとばし攻撃が溜められたり（最大まで溜めるとガード不能）特殊技のように通常技からキャンセルして出せるなどの変更点がある。
再び戦闘画面にステージ数が表記されなくなった。
従来とは異なり、CPU戦がタイムアタック制に変更され、スコアが廃止された。また、本作のCPU戦にはボスという概念が無く、5ステージ目のチームを破るとエンディングとなる。
PS3版はランクマッチが存在しない。

## 登場人物
本作には『KOF MAXIMUM IMPACT REGULATION "A"』と同様に特定の固定チームが存在しない。一部のキャラクターは声優が変更されている。
PS3、Xbox 360版の追加キャラクターとしてエリザベート・ブラントルシュとマチュアが登場。なお、『KOF』オフィシャルサイトにて本作『XII』風の不知火舞とK'のキャラクターイラストが描かれていたが本作には登場しなかった。
| 出場キャラクター             | 出場キャラクター             | 出場キャラクター   | 出場キャラクター   |
| ---------------------------- | ---------------------------- | ------------------ | ------------------ |
| アッシュ・クリムゾン         | デュオロン                   | シェン・ウー       | 草薙京             |
| 二階堂紅丸                   | 大門五郎                     | 八神庵             | 麻宮アテナ         |
| 椎拳崇                       | 鎮元斎                       | テリー・ボガード   | アンディ・ボガード |
| ジョー・ヒガシ               | キム                         | ライデン           | リョウ・サカザキ   |
| ロバート・ガルシア           | ラルフ・ジョーンズ           | クラーク・スティル | レオナ・ハイデルン |
| 家庭用追加キャラクター       |                              |                    |                    |
| エリザベート・ブラントルシュ | エリザベート・ブラントルシュ | マチュア           | マチュア           |

## 開発
次回作『XIII』でプロデューサーを務めた久木野雅昭は、2010年の西川善司によるインタビューの中で、2005年の『XI』開発後に、シリーズを生まれ変わらせる必要があると判断したことが本作を作るきっかけになったと明かしている。
当初は本作について「アッシュ編三部作完結」との記述があったが、開発スタッフの度重なる離脱や人員不足による遅滞の代償として、各キャラクターごとに嬉野秋彦監修によるバックストーリーがあるのみで「本作はゲームストーリー展開は無し」という帰結点が採られた。
一方で、久木野は前述のインタビューの中で、主人公級の有名キャラを勢ぞろいさせることはできたものの、色物としてのインパクトを出せるキャラクターがいなかったと振り返っている。
アートディレクターは『2001』『2002』で公式イラストを担当したノナで、彼の画風や色使いがゲーム全体にも色濃く反映されている。公式イラストは『ネオジオバトルコロシアム』のおぐらえいすけが担当。
より多くの人に、対戦格闘というツールとして楽しんでもらうことを念頭にキャラクターの選定が行われた。
キャラクターアニメーションはセル画ではなくドット絵で作成。3Dモデルを作成し、それをドット絵に落とし込むという作業を経ており、その作業量の膨大さは開発側から苦労話として何度も飛び出している。枚数自体は従来の『KOF』とさほど変化はないが、中割りを再考するなどして滑らかに動くアニメーションを実現している。
ノナはドット絵を採用した理由について、「最初は3Dにしようという声も出たのですが、2Dドットファンと『KOF』ファンの期待に応えられるのは2Dドットだと判断しました。」と東京ゲームショウ2008のSNKプレイモア・メインステージで語っている。
一部のキャラクターはやや横長にデザインされており、その理由について「拳と拳のぶつかり合いや、世界規模の戦いを表現するため」（ラルフ）、「『サイコソルジャー』のイメージを出すため」（麻宮アテナ）とノナはメインステージで説明している。

## 評価
ファミ通クロスレビューでの評価は次の通り。
レビュアーからはシステムを刷新したことが評価された一方、キャラクター数がKOFにしては少ない点などが指摘されている。
| レビュアー   | 点数 |
| ------------ | ---- |
| モリガン長田 | 7    |
| デイリー松尾 | 5    |
| 阿部ピロシ   | 5    |
| 佐治キクオ   | 5    |